# Julia Wenzel (Politikerin)

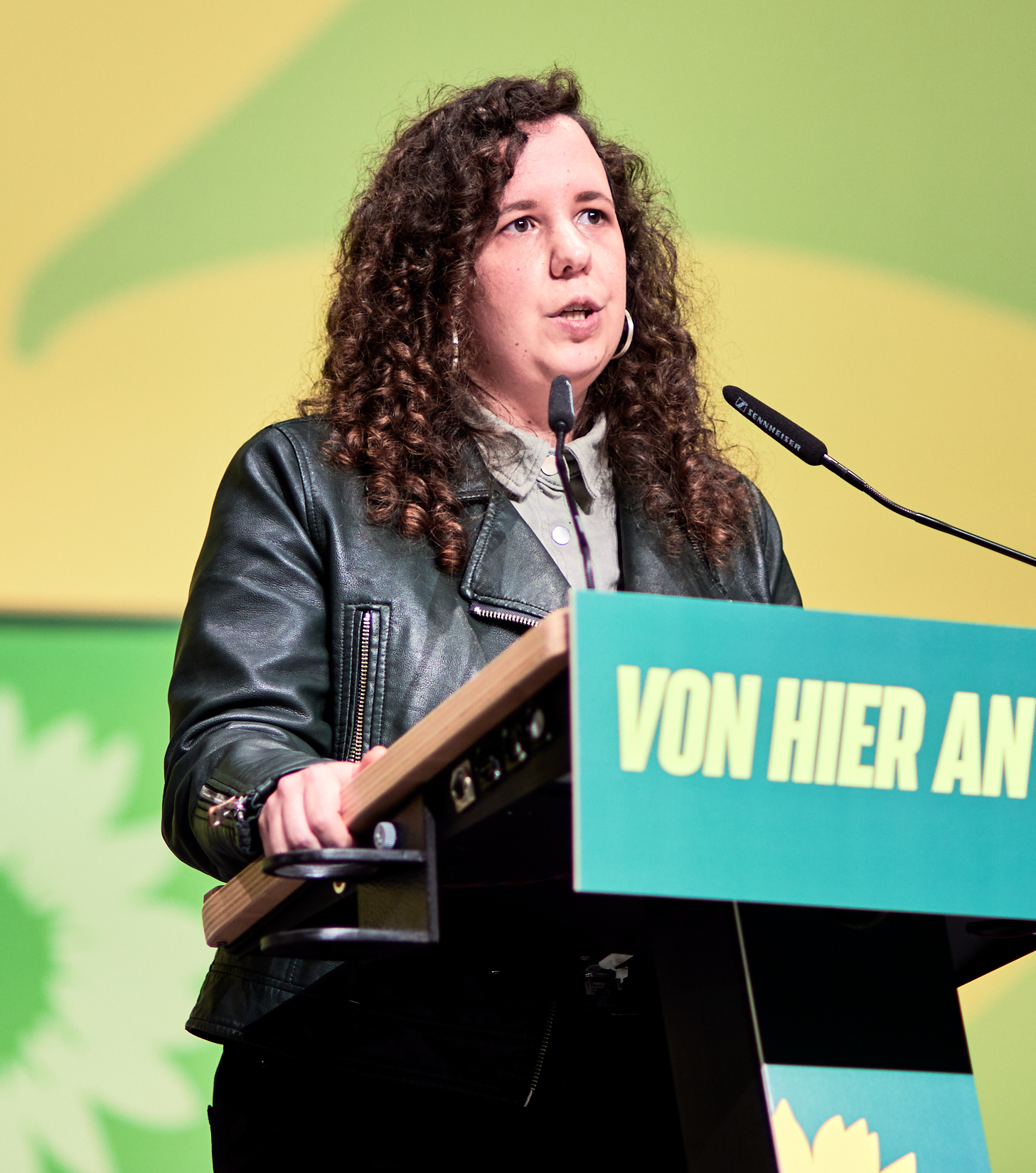
Jule Wenzel bei der Landesdelegiertenkonferenz der Grünen NRW in Siegen (2021)

Julia „Jule“ Wenzel (* 27. November 1990 in Oberhausen) ist eine deutsche Politikerin (Bündnis 90/Die Grünen) und seit 1. Juni 2022 Abgeordnete im Landtag Nordrhein-Westfalen.

## Leben
Wenzel wurde am 27. November 1990 in Oberhausen als Tochter einer alleinerziehenden Mutter geboren. Nach ihrem Abitur 2010 begann sie ein Bachelorstudium in Anglophone Studies, Spanischer Sprache und Kultur an der Universität Duisburg-Essen, welches sie jedoch nicht abschloss. Seit 2020 ist sie als selbstständige Grafikdesignerin tätig.
Julia Wenzel ist verheiratet und lebt mit ihrem Ehemann in Duisburg-Mitte.

## Politischer Werdegang
Im April 2009 gründeten Wenzel und Niklas Graf einen Ortsverband der Grünen Jugend in Dinslaken, 2013 trat sie Bündnis 90/Die Grünen bei. Sie war AStA-Vorsitzende der Universität Duisburg-Essen von 2013 bis 2015. Ab November 2015 war sie bis 2018 Landessprecherin der Grünen Jugend NRW. Zwischen 2018 und 2020 war sie Mitglied im Vorstand des Kreisverbandes Duisburg der Grünen, seit dem 28. Oktober 2020 ist Wenzel Vorsitzende der Grünen Duisburg.

## Abgeordnete
Am 15. Mai 2022 erreichte Wenzel mit 19,2 % der Stimmen hinter Sarah Philipp (SPD) und Petra Vogt (CDU) den dritten Platz im Wahlkreis 61 – Duisburg I, konnte jedoch über den 15. Listenplatz ihrer Partei als Abgeordnete in den Landtag von Nordrhein-Westfalen einziehen. Sie ist sozialpolitische Sprecherin ihrer Fraktion.